# Chariobas armatissimus
Chariobas armatissimus là một loài nhện trong họ Zodariidae.
Loài này thuộc chi Chariobas. Chariobas armatissimus được Lodovico di Caporiacco miêu tả năm 1947.